# Iveco MUV M70
L'Iveco MUL M.70 4x4 - Military Utility Vehicle - est un véhicule militaire léger multi rôles sur pneus pour une utilisation tout terrain. 
C'est un véhicule tactique et tout terrain, conçu et fabriqué par le constructeur italien Iveco Defence Vehicles sur la base de la dernière génération de l'Iveco Daily. Cette version militaire a été présentée officiellement lors du salon Eurosatory 2016. Premier modèle de cette nouvelle gamme, il faut plus le considérer comme le successeur de la version VM 40 que du VM 90. Ce modèle M 70.20 est surtout destiné aux forces de l'ordre et aux unités de la protection civile. Il a une autonomie de 600 km et un passage à gué de 75 cm.

## Version torpedo
La version Torpedo est la version de base, avec la partie arrière du véhicule bâchée, capable de transporter 9 personnes plus le conducteur et un officier en cabine. Cette version est surtout utilisée pour le transport tactique des troupes, mais ne dispose pas de blindage.
Une variante avec double cabine est disponible.

## Version blindée
Une version blindée est proposée avec plusieurs niveaux de protection selon la destination du véhicule. La version dotée d'un blindage complet est équipée d'une porte à l'arrière, de hublots et de meurtrières pour l'utilisation d'armes de défense ou de mitrailleuse.